# Tanngarden
Tanngarden är en bergstopp i Antarktis. Den ligger i Östantarktis. Norge gör anspråk på området. Toppen på Tanngarden är 2 350 meter över havet.